# Funckarma
Funckarma ist ein niederländisches Elektronica-Duo aus Amsterdam, bestehend aus den Brüdern Don und Roel Funcken. Sie veröffentlichen außerdem gemeinsam unter den Pseudonymen Quench, Mystery Artist, Cane, Scone (mit Kettel), Automotive, Legiac (mit Cor Bolten), Dif:use (mit Cor Bolten) und Cenik.

## Diskografie

### Alben
- 2000: Parts (Djak-Up-Bitch)
- 2001: Solid State (Dub Recordings)
- 2006: Bion Glent (Sublight Records)
- 2008: Vell Vagranz (n5MD)
- 2008: Psar Dymog (Symbolic Interaction)

### Singles & EPs
- 2002: Elaztiq EP (Neo Ouija)
- 2004: Smizm EP (Djak-Up-Bitch)
- 2005: Anger / Qusa als Mystery Artist (Skam Records)
- 2007: Gwane Mone als Mystery Artist (Skam Records)
- 2007: Shadow Huntaz Vs Funckarma – Lost Shadow Instrumentals (Funcken Industry)
- 2008: Dubstoned EP1 (Highpoint Lowlife)
- 2010: Reasch EP (Shipwrec)